# Vanajavesi
Il Vanajavesi è un lago nel sudovest della Finlandia nelle regioni di Pirkanmaa, Kanta-Häme e Päijät-Häme
Il lago ha una superficie di 149,8 km² e si trova ad un'altezza di 79,4 m s.l.m. La sua superficie è ghiacciata da dicembre ad aprile.
La città più grande vicino alle rive del lago è Hämeenlinna. Altre città nelle immediate vicinanze sono Valkeakoski e Urjala.
La catena di laghi attorno al Vanajavesi è costituita da Längelmävesi, Vesijärvi, Roine, Pälkänevesi e Mallasvesi.
A sudest vi è un'altra catena di laghi costituita dai Lummene, Vehkajärvi, Vesijako, Kuohijärvi, Kukkia, Iso-Roine, Hauhonselkä e Ilmoilanselkä, che alimentano il succitato lago Mallasvesi. Da sud scorre un'altra catena di fiumi e laghi che hanno origine nel Pääjärvi ad est e nel Loppijärvi a ovest del Vanajavesi.
A sudovest vi sono altri laghi, tra i quali il Rutajärvi, che alimentano il Vanajavesi.
Le acque del Vanajavesi scorrono sul Kuokkalankoski-Stromschnellen da nordovest e sfociano presso Lempäälä nel lago Pyhäjärvi. Così il Vanajavesi si trova nel bacino idrografico del Kokemäenjoki.

## Panorama nazionale
Il Vanajavesi con i suoi dintorni costituisce il centro della storica provincia di Häme. Il Ministero finlandese dell'Ambiente proclamò negli anni 1990 questa zona come appartenente al "panorama nazionale" della Finlandia.